# Javier de Irízar
Francisco Javier de Irízar Ortega (Guadalajara, 13 de marzo de 1949) es un político español.

## Biografía
Nacido el 13 de marzo de 1949 en la ciudad de Guadalajara, es licenciado en Derecho por la Universidad de Zaragoza, actualmente es abogado. Hijo de un abogado y exconcejal franquista, en su juventud estuvo vinculado al Frente de Juventudes. 
En las elecciones municipales de España de 1979 encabezó la lista del PSOE, que con un 32,06 % de los votos y siete concejales fue la segunda más votada, por detrás de Alianza Popular, que obtuvo el 32,31. Gracias al apoyo de los cuatro concejales del Partido Comunista de España, Irízar se convirtió en el primer alcalde democráticamente elegido de la ciudad en la Transición, cargo que revalidó con sendas mayorías absolutas en 1983 y 1987. En 1991, el PSOE obtuvo el segundo lugar en las elecciones municipales, tras el Partido Popular, que obtuvo mayoría simple. Los diez concejales del PSOE y los tres de Izquierda Unida firmaron un pacto que dio la alcaldía a la cabeza de lista de esta formación, Blanca Calvo Alonso-Cortés.
Irízar compaginó la alcaldía con otros cargos a nivel estatal y autonómico. En 1979 fue elegido senador del PSOE por Guadalajara y en julio de 1981, miembro de la Asamblea de Parlamentarios encargada de poner en marcha el proceso autonómico en Castilla-La Mancha. En las elecciones a las Cortes de Castilla-La Mancha de 1983 fue elegido diputado por Guadalajara y primer Presidente de las Cortes de Castilla-La Mancha. Así mismo, fue presidente del consejo asesor de Radio Televisión Española en Castilla-La Mancha y consejero de Ibercaja (1983-1987) y Caja de Guadalajara (1990-1992).
Tras su progresivo abandono de la política activa, Irízar se dedicó a la abogacía y a la actividad empresarial, principalmente en el sector inmobiliario. Entre 2000 y 2004 fue consejero delegado de Urbas Guadahermosa, una de las principales empresas españolas del sector.
En marzo de 2008 retomó la actividad política como candidato del PSOE al Senado por Guadalajara, resultando elegido. Al final de la legislatura, al hacer pública su declaración de bienes, se supo que Irízar era el senador más rico de la Cámara.